# Gilbert Stork
Gilbert Stork (Elsene, 31 december 1921 – 21 oktober 2017) was een Belgisch-Amerikaans scheikundige die belangrijk werk heeft verricht in de organische scheikunde, vooral voor wat betreft de totaalsynthese van natuurlijke stoffen.

## Biografie
Stork werd geboren in Elsene (Brussel) maar zijn familie verhuisde in 1939 naar de Verenigde Staten. Hij studeerde er aan de Universiteit van Florida en doctoreerde aan de Universiteit van Wisconsin met een thesis over kinine, een stof die hem bleef bezighouden; in 2001 slaagde hij als eerste in een stereoselectieve totaalsynthese van kinine.
In 1946 ging hij naar de Harvard-universiteit, waar hij de stereospecifieke synthese van cantharidine ontwikkelde. In 1953 ging hij naar de Columbia-universiteit. Hij werd er hoogleraar in 1955 en in 1967 verkreeg hij de titel van Eugene Higgins Professor. In 1993 werd hij professor emeritus, maar hij bleef verder onderzoek verrichten en publiceren tot kort voor zijn dood; zijn laatste publicatie, met de totaalsynthese van 4-methyleengermine, verscheen in september 2017 in Organic Letters.

## Werk
Stork werkte in de organische synthese. Hij slaagde in de totaalsynthese van talrijke natuurlijke stoffen (terpenen, alkaloïden, prostaglandinen, macroliden en tetracyclines). Daarbij ontwikkelde hij nieuwe synthetische methodes zoals het gebruik van enamines (zie de Stork-enamine-alkylering), waarmee de synthese mogelijk werd van de alkaloïden lycopodine, yohimbine en aspidospermine.

## Onderscheidingen
Gilbert Stork kreeg vele onderscheidingen en prijzen. Hij ontving op 24 mei 1983 van president Reagan de National Medal of Science van 1982 voor zijn bijdragen aan de organische synthese die de synthese van verschillende complexe en belangrijke biologisch actieve stoffen mogelijk maakten. Stork was een laureaat van de Wolfprijs voor scheikunde van 1995/96.
Hij was onder meer lid van de National Academy of Sciences (sedert 1960) en Foreign Member of the Royal Society.